# Carmina Barrios
Josefina del Carmen Barrios Huertas, més coneguda com a Carmina Barrios (Sevilla, 20 de maig de 1953), és una actriu espanyola, mare dels també actors María León i Paco León.

## Biografia
Va néixer en el barri de Triana, filla d'un militar conservador.
Va contreure matrimoni amb Antonio León, un taverner, i va tenir tres fills, els actors Paco León i María León, i Alejandro, que és militar com el seu avi matern. El seu espòs ja està jubilat.
Ha viscut gran part de la seva vida igual que els seus fills al barri del Parque Alcosa, on era coneguda per les seves veïnes ja que Carmina és una persona molt volguda.
L'any 2012, es fa popular per protagonitzar la pel·lícula escrita i dirigida pel seu fill Paco León, Carmina o revienta. Per aquest paper va rebre a l'abril d'aquest mateix any el premi Bisnaga de Plata a la millor actriu en la quinzena edició del Festival de Màlaga. La pel·lícula gira sobre de la figura de Carmina; en paraules del mateix Paco León, es tracta d'un retrat de la seva mare i d'algunes de les històries de la seva vida.
Ha aparegut en el reality Alaska & Mario visitant a la parella, els quals són admiradors de Carmina i del seu treball.
Va participar en la pel·lícula ¿Quién mató a Bambi?, estrenada al novembre de 2013, que va dirigir el sevillà Santiago Amodeo i protagonitzen Quim Gutiérrez, Ernesto Alterio i Clara Lago.
A l'octubre de 2013 Paco León va començar el rodatge de la segona part de la pel·lícula Carmina o revienta, titulada Carmina y amén. En ella repeteixen les dues actrius principals del primer film, Carmina Barrios i María León, mare i germana del director, respectivament. Aquest nou lliurament se centra més en la part de ficció que en el documental.
En el 2015, s'estrena la sèrie Allí abajo, on Carmina interpreta el paper de "Luci", al costat de la seva filla María León i altres actors com Jon Plazaola o Mariano Peña, entre d'altres.
Carmina Barrios també ha estat nominada en diversos premis cinematogràfics, entre ells els Goya o la Unión de Actores.
L'1 de gener de 2016 va pujar el seu primer vídeo al seu compte de YouTube anomenada CarminaTube, en el qual conta anècdotes de la seva vida, realitza "challenges" o reptes i té xerrades amb diferents personalitats del seu entorn. Al febrer de 2017 va fitxar per Flooxer, plataforma de vídeos on donarà tutorials o farà reflexions, igual que en el seu canal de YouTube.

## Filmografia

### Cinema
| Any  | Títol                      | Paper           | Notes           | Director         |
| ---- | -------------------------- | --------------- | --------------- | ---------------- |
| 2012 | Carmina o revienta         | Carmina Barrios | Paper principal | Paco León        |
| 2013 | Tenemos de todo            | Ella mateixa    | Curtmetratge    | -                |
| 2013 | ¿Quién mató a Bambi?       | Tere            | Paper secundari | Santi Amodeo     |
| 2014 | Carmina y amén             | Carmina Barrios | Paper principal | Paco León        |
| 2017 | Mil coses que faria per tu | Madre de Ángel  | Paper secundari | Dídac Cervera    |
| 2019 | El silencio del pantano    | La Puri         | Paper principal | Marc Vigil       |
| 2019 | Mi vida                    | Pilar           | Papel secundari | Norbert ter Hall |

### Televisió

#### Programes
| Any         | Títol                  | Cadena   | Programes  | Notes                                  |
| ----------- | ---------------------- | -------- | ---------- | -------------------------------------- |
| 2012 - 2013 | Días de cine           | La 2     | 2 episodis | Talk show                              |
| 2013        | Alaska y Mario         | MTV      | 1 episodi  | Reality show                           |
| 2016        | El Hormiguero          | Antena 3 | 1 programa | Talk show amb la seva filla María León |
| 2016        | En la tuya o en la mía | La 1     | 1 programa | Talk show amb el seu fill Paco León    |

#### Sèries
| Any         | Títol          | Cadena   | Paper                | Episodis    |
| ----------- | -------------- | -------- | -------------------- | ----------- |
| 2015 - 2019 | Allí abajo     | Antena 3 | Luci                 | 55 episodis |
| 2018        | Arde Madrid    | #0       | Sansona del Segle XX | 1 episodi   |
| 2018        | El Continental | La 1     | Celeste              | 5 episodis  |

### Publicitat
- 2015 - 2017: ING Direct (Twyp)[8]

## Premis i candidatures
| Festival/Premis                          | Any  | Categoria                           | Pel·lícula         | Resultat   |
| ---------------------------------------- | ---- | ----------------------------------- | ------------------ | ---------- |
| Premis Goya                              | 2012 | Millor actriu revelació             | Carmina o revienta | Nominada   |
| Premis Cinematogràfics José María Forqué | 2012 | Millor actriu                       | Carmina o revienta | Nominada   |
| Festival de Màlaga                       | 2012 | Bisnaga de Plata a la Millor Actriu | Carmina o revienta | Guanyadora |
| Unión de Actores y Actrices              | 2012 | Millor actriu revelació             | Carmina o revienta | Nominada   |
| Cercle d'Escriptors Cinematogràfics      | 2012 | Millor actriu revelació             | Carmina o revienta | Nominada   |
| Fotogramas de Plata                      | 2012 | Millor actriu de cinema             | Carmina o revienta | Nominada   |
| Premis Feroz                             | 2014 | Millor actriu protagonista          | Carmina y amén     | Nominada   |